# 合景天
合景天（学名：Pseudosedum lievenii）为景天科合景天属的植物。分布在俄罗斯以及中国大陆的新疆等地，生长于海拔1,000米至1,900米的地区，目前尚未由人工引种栽培。